# L'Atlantide (film, 1961)
Pour les articles homonymes, voir Atlantide (homonymie).
Pour plus de détails, voir Fiche technique et Distribution.
L'Atlantide (titre italien : Antinea, l'amante della città sepolta) est un film franco-italien sorti en 1961. Il est réalisé par Edgar G. Ulmer et Giuseppe Masini, qui ont remplacé Frank Borzage peu de temps après le début du tournage.

## Synopsis
Pierre et Robert, des ingénieurs miniers, sont en train de survoler le Sahara dans un hélicoptère piloté par leur associé John, lorsqu'une tempête les force à se poser dans une zone de test nucléaire. Peu après, ils sauvent la vie du cheikh Tamal, qui les conduit dans une grotte où se trouve la cité perdue de l'Atlantide, dirigée par la belle et impitoyable Antinea. Elle interdit toute tentative d'évasion à ses visiteurs et, quand John essaye de fuir, elle le transforme en statue. Robert, bouleversé par le meurtre de son ami, est envoyé dans les mines et est tué par Pierre, qui est victime des sortilèges d'Antinea.
Plus tard, Zinah, une esclave, tombe amoureuse de Pierre et l'aide à s'échapper dans le désert, avant qu'une bombe nucléaire soit testée et que l'Atlantide soit détruite.

## Fiche technique
- Titre original : Antinea, l'amante della città sepolta
- Titre français : L'Atlantide
- Titre anglais : Journey Beneath the Desert
- Réalisation : Edgar G. Ulmer, Giuseppe Masini, Frank Borzage, assisté de Mario Caiano (non crédité)
- Scénario : André Tabet, Ugo Liberatore, Remigio Del Grosso, Amedeo Nazzari, d'après le roman l'Atlantide de Pierre Benoit
- Direction artistique : Piero Filippone, Edgar G. Ulmer
- Costumes : Vittorio Rossi
- Photographie : Enzo Serafin
- Montage : Renato Cinquini
- Musique : Carlo Rustichelli
- Production : Luigi Nannerini
  - Producteur exécutif : Nat Wachsberger
- Sociétés de production : Compagnia Cinematografica Mondiale (Rome), Fiduciaire d'Éditions de Films (Paris)
- Société de distribution :  J. Arthur Rank Organisation
- Pays de production :  Italie,  France
- Langue : Français
- Format : Couleurs (Technicolor)  Techniscope- 35 mm - 2,35:1 -  Son Mono
- Genre : Fantastique
- Durée : 104 minutes
- Dates de sortie :
  - Italie : 5 mai 1961
  - France : 28 juillet 1961

## Distribution
- Jean-Louis Trintignant : Pierre
- Georges Rivière : John
- Haya Harareet : Antinea
- Amedeo Nazzari : le cheick Tamal Ahmed Bencheki
- Gian Maria Volonte : Tarath
- Giulia Rubini : Zinah
- Rad Fulton : Robert
- Gabriele Tinti : Max
- Ignazio Dolce : un garde